# زوجة رجل مهم (فلم)
زوجة رجل مهم هو فيلم مصري عُرض عام 1988، بطولة أحمد زكي وميرفت أمين. تأليف رؤوف توفيق وإخراج محمد خان. الفيلم تم اختياره في قائمة أفضل مئة فيلم في تاريخ السينما المصرية.

## قصة الفيلم
هشام (أحمد زكي) ضابط في المباحث يبدو من الوهلة الأولى أنه شخصٌ طيبٌ، ودودٌ أو هكذا انخدعت فيه زوجته منى (ميرفت أمين). تظن منى أن زوجها شخصٌ طيبٌ، لكنها تكتشف حقيقته بعد الزواج حيث تكتشف أنه غير سوي ومتسلط ويستغل سلطته كضابط شرطة بكل شكلٍ من الأشكال. تتحول حياة منى لجحيمٍ، حيث يحرمها من كل مُتع الدنيا بخلاف سوء معاملته لكل من حوله حتى جيرانه. يرصد الفيلم من خلال حياة تلك الأسرة الصغيرة كثيرًا من الأحداث السياسية والاقتصادية والاجتماعية في جوٍ درامي مليءٍ بالواقعية.

## طاقم التمثيل
- أحمد زكي: (العقيد هشام أبو الوفا)
- ميرفت أمين: (منى)
- زيزي مصطفى: (سميحة)
- علي الغندور: (إسماعيل - والد منى)
- حسن حسني: (مساعد وزير الداخلية)
- نظيم شعراوي: (مدير مباحث أمن الدولة)
- ناهد سمير: (خالة هشام)
- عثمان عبد المنعم: (مدير أمن المنيا)
- عبد الغني ناصر: (مسؤول كبير بالدولة)
- خيري بشارة: (صفوت)
- محمد درديري: (الكاتب مجدي عز العرب)
- طارق مندور: (سائق هشام)
- أحمد مختار: (الرائد فوزي)
- وجيه عجمي: (إبراهيم - مراسلة هشام)
- جيهان نصر: (منى وهي صغيرة)
- حافظ أمين: (بشارة)
- علية علي: (والدة منى)
- ثريا عز الدين: (زوجة مساعد الوزير)

## فريق العمل
- إخراج: محمد خان.
- تأليف: رؤوف توفيق.
- مدير التصوير: محسن أحمد.
- مونتاج: نادية شكري.
- إنتاج: الشركة العالمية للتليفزيون والسينما (حسين القلا).
- موسيقى تصويرية: جورج كازازيان.
- توزيع: الشركة العالمية للتليفزيون والسينما (حسين القلا).

## عن الفيلم
- قامت أسرة فيلم زوجة رجل مهم بإهداء الفيلم «إلى زمن وصوت عبد الحليم حافظ» حيث قاموا بكتابة ذلك في تتر البداية.
- يحتل فيلم «زوجة رجل مهم» المركز رقم 30 في قائمة أفضل مئة فيلم مصري حسب استفتاء النقاد بمناسبة مرور 100 عام على أول عرض سينمائي بمدينة الإسكندرية (1896-1996) وكان الاختيار بداية من عام 1927 حيث تم عرض أول فيلم مصري (ليلي 1927) وحتى عام 1996.
- أشاد النجم الأمريكي الكبير روبرت دي نيرو بأداء النجم أحمد زكي عندما شاهد الفيلم بمهرجان موسكو، وكان رئيسًا للجنة التحكيم، واصفًا أداءه بالعبقري.
- حصل الفيلم على الجائزة الثانية (سيف دمشق الفضى) كأحسن فيلم من مهرجان دمشق السينمائي الدولي الخامس عام 1987.

## روابط خارجية
- مقالات تستعمل روابط فنية بلا صلة مع ويكي بيانات